# Juan Antonio Muñoz Herrera
Periodista chileno, escritor, poeta, dramaturgo, editor y crítico de ópera, música y teatro (n. 1963). Estudió en el Colegio San Ignacio El Bosque de la Compañía de Jesús y en la Pontificia Universidad Católica de Chile. Especializado en cultura y artes escénicas, como editor tuvo a su cargo secciones muy diversas en el diario El Mercurio de Santiago; entre ellas, Espectáculos, Emol y Reportajes (Cuerpo D), y fue el creador del cuerpo de Vidactual, dedicado a estilo de vida, espectáculos e innovación. En 2000 recibió el Premio Ernesto Pinto Lagarrigue al Mejor Periodista de Cultura, otorgado por la Corporación de Amigos del Arte. Entre 1996 y 2005 condujo el espacio “Invitación a la Ópera” en el canal de televisión ARTV (Filmocentro).
Ha sido crítico de ópera de las revistas “Ópera International” (Francia), la desaparecida revista “Hoy” (Chile), “Monsalvat” (España) y “Ópera Actual” (España), y jurado de concursos de canto lírico. También ha ejercido la docencia en el magister de Periodismo Escrito de la Universidad Católica y El Mercurio y en la Universidad del Desarrollo (UDD). Actualmente es Decano de la Facultad de Comunicaciones de la Universidad de las Artes y las Ciencias de las Comunicación UNIACC, a la vez que colaborador habitual de “El Mercurio” y la revista “Ópera Actual”.
Entre sus libros más destacados se cuenta "Conversaciones con la Música" (El Mercurio-Aguilar, 2018), publicado gracias a la Fundación Ibáñez-Atkinson-. Se trata de un volumen de 600 páginas con 70 entrevistas a cantantes líricos, directores de orquesta, compositores e instrumentistas. El destacado crítico colombiano Emilio Sanmiguel, en el diario “El Nuevo Siglo” de Bogotá escribió: “Lo cierto es que a lo largo 70 retratos, uno como lector arma, a la manera de un rompecabezas, la personalidad musical del autor, su preocupación por la sinceridad de la interpretación, el interés por la faceta más metafísica del arte sonoro que es el silencio, la necesidad de entender la ópera como un acto teatral: no en vano aquí y allá surge como por arte de magia el nombre de Shakespeare. Más de una vez plantea a sus contertulios la descontextualización de las óperas, la importancia de decir más que cantar. También la posibilidad -especialmente cuando conversa con estilistas del renacimiento y barroco- de que la verdad estética no sea sólo una”. (https://www.elnuevosiglo.com.co/articulos/06-2020-70-retratos-de-un-autorretrato)
Respecto del segundo poemario de Muñoz, "Amoroso reproche a las horas" (Puerto de Escape, 2022), la poetisa Teresa Calderón, en su prólogo a la obra, escribió: “En fin, Amoroso reproche de las horas nos permite transitar desde el origen, e incluso desde antes del origen de toda forma de vida, hasta el final del tiempo de cada especie, porque el tiempo continúa, somos nosotros quienes avanzamos en la línea del tiempo en tan breve lapso. Entretanto el sujeto lírico ha llevado a su lector, de viaje por los más trascendentales tópicos literarios: la vida, el amor, la belleza, el deseo, la divinidad: Ese es el pacto/ El único./ Y Dios ahí/ Habitando el pacto/ El acto. El ajeno en el mundo: Soy parte de la primera creación/, Pero un extranjero aquí. El destino intransable “Ah, qué fue de mi vida”, comenta,/ En el umbral de su larga espera. La muerte: Alguien robó al sol su propia luz/ (…)/ Alguien huyó/ Con tu cuerpo herido. La profecía: Entonces, al fin seremos/ Tal como estaba anunciado (…) El tejido gira en torno al cuestionamiento permanente sobre la consistencia del “tiempo” y nos preguntamos de qué material inasible estarán hechas las horas y minutos: Si mueres de noche, amanecerá al instante./ Si mueres de día, la noche durará un segundo. (http://letras.mysite.com/tcal261122.html).

## Carrera como dramaturgo
- "El sueño de Shakespeare" (monólogo teatral, estreno, junio 2022) Corporación Cultural de Las Condes. Dirección de Claudio Pueller. Actuación: Humberto Gallardo. Músicalización: Magdalena Amenábar.
- "El misterio del amor" (Obra de teatro escrita en 2022, no estrenada).
- "La última noche de Maria Callas". Teatro de la Corporación Cultural de Las Condes, 19 de agosto de 2023. Con la actriz Solange Lackington y dirección de Claudio Pueller. (Obra de teatro escrita en 2023, estreno 19 de agosto de 2023). Ver crítica de Alejandra Aguilar para Radio Cooperativa.
- .“María”, monólogo en el que la Santísima Virgen María que recuerda su vida e intenta comprender todo lo que ha sucedido. Escrita en 2023, estreno previsto para julio de 2024.

## Publicaciones y obras literarias
- "Un siglo en la escena" (El Mercurio, 1998) Investigación sobre las artes escénicas en Chile durante el siglo XX y su presencia en el diario “El Mercurio”. En colaboración con la periodista Claudia Cifuentes. (Inscripción 102.422)
- "Sociedad Chilena siglo XX" (El Mercurio, 1999) Investigación sobre el desarrollo social en Chile durante el siglo XX. En colaboración con la periodista Claudia Cifuentes. (Inscripción 106.698)
- "Romeo y Julieta. Tú o nadie. La violencia del amor" (Editorial Salesiana, 2009) Ensayo sobre la obra de William Shakespeare. ISBN 978-956-332-116-6
- "El canto de los siglos. El misterio de la voz" (El Mercurio-Aguilar, 2010) Ensayo sobre la producción musical dedicada a la voz humana desde la Edad Media al siglo XX. Con prólogos de la soprano Sylvia Sass y del escritor Francisco José Folch. ISBN 978-956-239-798-8.
- "Conversaciones con la música" (El Mercurio-Aguilar, 2018) Contiene 70 entrevistas realizadas a cantantes líricos, compositores, directores de orquesta e instrumentistas. Entre ellos, Jonas Kaufmann, Sylvia Sass, Pierre Boulez, Elisabeth Schwarzkopf, Mikis Theodorakis, Alfredo Kraus, Alicia de Larrocha, Elina Garanča, Emma Kirkby, Simon Rattle, Anna Netrebko, Jordi Savall, Fedora Barbieri. ISBN 978-956-9986-28-4.
- "El deseo junto al aire frío" (poemario, Puerto de Escape, 2019) ISBN 978-956-8648-87-9
- "Camino a Shakespeare" (Puerto de Escape, 2021) Columnas dedicadas a diversos aspectos de la vida y obra de William Shakespeare. Prólogo del dramaturgo y psiquiatra Marco Antonio de la Parra. ISBN  978-956-6077-11-4.
- "Amoroso reproche a las horas" (poemario, Puerto de Escape, 2022) Con prólogo de la poetisa Teresa Calderón y traducción al francés realizada por Mario Hamlet-Metz. ISBN 978-956-6077-23-7
- “La última noche de Maria Callas” (Puerto de Escape, 2023). Texto del monólogo teatral en su original en castellano más traducciones al francés y al italiano. Traducción de Mario Hamlet-Metz. Contiene ensayos del autor y de Francisco José Folch, Mario Hamlet-Metz, Emilio Sanmiguel y Sylvia Sass.

## Jurado en concursos
- Jurado del Festival de Teatro del Instituto Chileno Norteamericano de Cultura (1990 a 1993).
- Jurado del Concurso Nacional de Dramaturgia (1998).
- Jurado preseleccionador del Concurso Internacional de Canto Dr. Luis Sigall (Viña del Mar, 2003 y 2004).
- Jurado de sala del Concurso Internacional de Canto de San Pedro de la Paz (2016 y 2019).
- Jurado de sala del Concurso de Canto de la Corporación Cultural de la Universidad de Concepción (2022).
- Jurado VI Edición Concurso Ópera XXI (Asociación de Teatros, Festivales y Temporadas Estables de Ópera en España) (2024).

1. ↑  Referencias:

http://www.memoriachilena.gob.cl/602/w3-propertyvalue-141363.html
https://www.operaactual.com/tag/juan-antonio-munoz/
https://dialnet.unirioja.es/servlet/autor?codigo=1339681
http://www.letras.mysite.com/archivojuanantoniomunoz.htm
https://www.elnuevosiglo.com.co/articulos/06-2020-70-retratos-de-un-autorretrato
https://www.elnuevosiglo.com.co/articulos/08-22-2021-camino-shakespeare-un-libro-hecho-de-suenos
https://www.youtube.com/watch?v=A-TxZ5Zhbfg (Conferencia sobre Maria Callas)

https://www.jkaufmann.info/interview_spa/juanAntonio.htm
https://www.jkaufmann.info/interview_english/juanAntonio_en.htm
https://www.fundaciongallardodomas.org/fundacion/
https://www.uniacc.cl/autoridades/juan-antonio-munoz-h/
https://www.youtube.com/watch?v=s5kkQEFWy_c (Entrevista en el programa “La belleza de cantar”, de radio Beethoven)

https://opinion.cooperativa.cl/opinion/cultura/conversaciones-con-la-musica/2019-02-09/084324.html
https://www.santi.cl/2022/07/07/shakespeare-al-alcance-de-la-mano-en-obra-de-juan-antonio-munoz/
https://opinion.cooperativa.cl/opinion/cultura/el-sueno-de-shakespeare-una-puesta-en-escena-original/2022-06-28/121016.html
https://opinion.cooperativa.cl/opinion/cultura/dos-obras-imperdibles-el-sueno-de-shakespeare-y-vida-in-vitro/2022-11-11/095748.html
https://www.elmostrador.cl/cultura/2021/05/12/en-otras-palabras-y-el-deseo-junto-al-aire-frio-dos-poemarios-que-no-dejan-indiferente/
http://letras.mysite.com/tcal110619.html
https://www.espacioregional.cl/tag/el-deseo-junto-al-aire-frio/
https://opinion.cooperativa.cl/opinion/cultura/juan-antonio-munoz-y-el-amoroso-reproche-a-las-horas/2023-04-28/144311.html
https://www.operaactual.com/entrevista/sylvia-sass-ser-cantante-de-opera-es-una-devocion/
http://letras.mysite.com/tcal261122.html
http://letras.mysite.com/jamu011222.html
https://www.circulocriticosarte.cl/el-desierto-florido-ahora-tambin-es-una-pera_por-juan-antonio-muoz-4149.html
https://www.buscalibre.cl/libro-conversaciones-con-la-musica/9789569986284/p/50912956
https://repositorio.uc.cl/xmlui/handle/11534/66119
|  | Este artículo o sección necesita referencias que aparezcan en una publicación acreditada. Busca fuentes: «Juan Antonio Muñoz Herrera» – noticias · libros · académico · imágenesEste aviso fue puesto el 19 de junio de 2023.Atención: Por ahora no estamos clasificando los artículos para referenciar por Cultura Biografia. Por favor, elige una categoría de esta lista. |